# Lijst van groenten
Dit is een lijst van groenten.

## A
- aardaker
- aardamandel, knolcyperus
- aardappel
- aardpeer, topinamboer
- abc-kruid, champagneblad
- adelaarsvaren
- Afrikaanse baobab
- alfalfa, luzerne
- alocasie, reuzentaro
- amsoi
- andijvie
- antruwa
- arrowroot
- artisjok
- asperge
- asperge-erwt
- aubergine
- augurk
- ayote

## B
- bamboescheut, bamboespruit
- bieslook
- biet
- bindsla
- bleekselderij
- bloemkool
- boomkalebas
- boon
- boerenkool
- bosui
- brandnetel
- brave hendrik
- broccoli
- broccolini
- broodvrucht

## C
- cassave, maniok
- cayennepeper
- chayote
- chilipeper
- Chinese kool
- citroengras
- courgette

## D
- dok kae, Sesbania grandiflora
- doperwt, erwt
- duizendkoppige kool, duizendkop of duizendknop

## E
- eeuwig moes, duizendkoppige kool
- erwt
- eikenbladsla

## F
- fleskalebas
- flespompoen

## G
- groene kool, savooiekool
- groenlof

## H
- haverwortel, paarse morgenster, boksbaard
- hertshoornweegbree

## I
- ijsbergsla
- ijskruid
- ingerolde palmvaren

## J
- jackfruit, nangka

## K
- kailan
- kannibaaltomaat
- kappertje
- kapucijner
- kardoen
- kervel
- kikkererwt, keker, garbanzo
- kiwano
- kliswortel, klit
- knolcapucien
- knolkervel, knolribzaad
- knoflook
- knolraap, meiknolletje
- knolselderij
- knolvenkel, venkel
- komkommer
- konjak
- kool
- koolraap
- koolrabi
- kousenband
- kudzu

## L
- lamsoor, zulte, zeeaster
- lente-ui, bosui
- linzen
- lotuswortel, heilige lotus

## M
- mais
- meiraap, knolraap
- molsla, paardenbloem
- melindjoe
- mergkool
- mungboon
- muskaatpompoen

## N
- nierboon
- Nieuw-Zeelandse spinazie

## O
- oca
- okra
- olifantenyam
- olijf

## P
- paksoi
- palmkool (cavolo nero, zwarte kool)
- paprika
- pastinaak
- patisson
- peen
- pereskia
- peterselie
- peultjes
- pijlkruid
- pijpajuin
- pompoen
- postelein
- prei
- pronkboon

## R
- raapstelen, bladmoes
- rabarber
- radijs
- rammenas, ook wel rettich genoemd
- repelsteeltje
- rode biet, kroot
- rodekool
- romanesco
- roodlof
- rucola, raketsla

## S
- sago
- savooiekool
- schorseneren
- selderij, selderie
- sint-jansuitjes
- sjalotten
- sla
- snijbiet
- snijboon
- snijselderij
- spekboon
- sopropo, paré
- sperzieboon
- spinazie
- spinaziezuring
- spitskool (wittekool of savooiekool)
- splijtkool, duizendkoppige kool
- sponskomkommer, nenwa
- spruitkool
- suikerbiet
- suikermais
- suikerwortel
- sojaboon

## T
- takako
- taro
- taugé
- tayer
- tetragonia (Nieuw-Zeelandse spinazie)
- teunisbloem
- tindola, papasan
- tomaat
- topinamboer, aardpeer
- tuinkers
- tuinboon
- tuinmelde

## U
- ui

## V
- veldsla
- veldzuring
- venkel
- vijgenbladpompoen
- vleugelkomkommer
- vleugelboon

## W
- waspompoen
- witte waterkers
- waterspinazie
- winterpostelein
- witlof
- wittekool
- witte mimosa
- wortel
- wortelpeterselie

## Y
- yacón
- yam
- yamboon

## Z
- zeekool
- zeekraal
- zoete aardappel, bataat
- zonnewortel
- zuring
- zuurkool
- zwarte kool (cavolo nero, palmkool)